# Блошкин, Александр Иванович
Алекса́ндр Ива́нович Бло́шкин (род. 30 марта 1955, Завязка, Сталинградская область) — председатель Волгоградской областной Думы.

## Биография
По распределению после учебы работал главным агрономом совхоза «Родина» Киквидзенского района Волгоградской области. После этого работал секретарем партбюро колхоза «Путь Ленина», руководителем ПО «Агропромхимия», генеральным директором ООО «Нива».
В 2009 и 2014 годах баллотировался в качестве кандидата на выборах депутатов в Волгоградскую областную думу. После избрания отказывался от мандата.
В 2005 и 2009 годах избирался главой Киквидзенского муниципального района.
В 2006 году в рамках федеральной программы «Социальное развитие села до 2010 года» получил в распоряжение несколько миллионов рублей, большую часть раздал своим приближенным. В 2008 году в отношении Блошкина по данному факту было возбуждено уголовное дело по части 1 статьи 285.1 УК РФ. Впоследствии дело было прекращено в связи с деятельным раскаянием.
С мая 2014 года по сентябрь 2019 года — работал в правительстве (позднее — администрации) Волгоградской области на должностях министра по делам территориальных образований и информационной политики Волгоградской области, заместителя председателя Правительства Волгоградской области, заместителя Губернатора Волгоградской области.
8 сентября 2019 года избран депутатом Волгоградской областной Думы VI созыва. 30 сентября 2019 года на первом организационном заседании Волгоградской областной Думы единогласно избран председателем Волгоградской областной Думы. Автор резонансного законопроекта о переводе времени.

## Личная жизнь
Женат. Супруга Любовь Тимофеевна по профессии финансист. От брака двое детей. Имеет трех внуков.

## Награды
- Медаль ордена «За заслуги перед Отечеством» II степени (1 февраля 2025 года) — за активное участие в подготовке и проведении общественно значимых мероприятий[10].